# 鹿角コミュニティFM
鹿角コミュニティFM株式会社（かづのコミュニティエフエム）は、秋田県鹿角市、鹿角郡小坂町の各一部地域を放送区域として超短波放送（FM放送）をする特定地上基幹放送事業者である。
鹿角きりたんぽFM（かづのきりたんぽエフエム）の愛称でコミュニティ放送をしている。

## 概要
秋田県内では5局目、秋田市以北の秋田県北部では初めて開局したコミュニティ放送局である。
愛称は鹿角市がきりたんぽ発祥の地であることにちなんたもので、シンボルマークも電源のマークときりたんぽをモチーフにした。
開局日は10月8日で、十和田八幡平の十と八で「とわに続く鹿角きりたんぽFM」という意味が込められている。
開局当初より「まちに 自然に 風土に 努力に 夢に 家庭に あなたに 恋する ラジオ」をコンセプトに地域密着型の放送をしている。
放送エリアは鹿角市の約9割余りの世帯と小坂町の一部地域。なお、当局はエフエム秋田、NHK-FM（秋田放送局）の花輪中継局と同様に垂直偏波で送信されている。
放送エリア外からも各種インターネット配信（SimulRadio、ListenRadio）を通じて聴取可能。
開局5日後の2013年10月13日から秋田魁新報の情報ひろば欄に当日の番組表が掲載されている。当局では自社制作の番組を中心に掲載されており、番組内で放送されるコーナーの一部も記載されている。
コミュニティ放送局としては全国的にも珍しい、ニュースの自社取材・報道をしている。
秋田県コミュニティ放送連絡協議会に加盟している。

## 沿革
- 2013年（平成25年）
  - 10月4日 - 特定地上基幹放送局の免許取得。
  - 10月8日 - 5:00、本放送開始。
    - 秋田テレビの深夜番組『いしがきくんとなかやくんと誰なんだりゅいちくん』のラジオ版が数日間、開局記念特別番組として放送される。

  - 12月24日 - クリスマス特別番組『アンボとイブ』22:00 - 24:00放送。
  - 12月25日 - クリスマス特別番組として、秋田のローカルタレント石垣政和出演の『石垣政和の愛って難しいのネ!』18:00 - 20:00放送。
    - この特番後、毎月不定期特番として『教えていしがき先生!かづの夜の保健室』が生放送される（夜7時から2時間の生放送）。
- 2014年（平成26年）
  - 3月28日 - サイマルラジオテスト配信開始。
  - 4月1日 - サイマルラジオ本配信開始。
  - 10月3日～10月4日 - 開局1周年記念特別番組を花輪駅前スタジオから26時間生放送。
  - 10月8日 - 開局1周年
  - 10月20日 - 防災ラジオ試験放送を15:00 - 15:30の間に開始する。
- 2015年（平成27年）10月8日 - 開局2周年記念特別番組 『出会える!ラジオ』を、文化の杜コモッセの多目的スタジオから14時間の公開生放送。
- 2016年（平成28年）10月8日 - 開局3周年記念特別番組を、鹿角観光ふるさと館あんとらあから公開生放送。
- 2017年（平成29年）10月14日 - 開局4周年記念特別番組を、きりたんぽFMスタジオから4時間の生放送と、4周年記念パーティーを開催。
- 2018年（平成30年）
  - 5月8日 - 秋田県コミュニティ放送連絡協議会設立に伴い加盟[1]。
  - 10月8日 - 開局5周年記念特番を鹿角きりたんぽFMのスタジオから生放送。
- 2019年（平成31年/令和元年）
  - 1月19日 - AKT秋田テレビ『石垣政和の朝っぱらから失礼します。』にて、テレビ・ラジオ同時生放送を実施。
  - 10月9日 - 開局6周年記念特番『ロックdeドーヨ』鹿角きりたんぽFMスタジオから生放送。
- 2020年（令和2年）10月8日 - 開局7周年記念特番『つながるラジオ-ウィズコロナ-』を鹿角きりたんぽFMスタジオから4時間生放送。
- 2021年（令和3年）10月8日 - 開局8周年記念特番『十八（=永遠（とわ））に伝えたい鹿角の宝~鹿角の魅力は∞（無限大）』を鹿角きりたんぽFMのスタジオから5時間生放送。
- 2022年（令和4年）10月8日 - 開局9周年記念特番をコモッセ多目的スタジオから2時間生放送。
- 2023年（令和5年）10月2日～8日 - 開局10周年記念スペシャルウィークを実施。
  - 『ありがとう!をあなたに…10年前も10年先もずっとあなたに…恋するレディオ!』として、1週間通して各番組特別編成で以前きりたんぽFMに関わった者のゲスト出演や10年間の番組の振り返りを放送。

## 時報
時報は自社制作の番組の時間帯は、
30分に1回、その他の時間帯は1時間に1回入る。
時間帯によって地元企業がスポンサーについた時報スポットや、番組のパーソナリティーの時報もある。
毎週金曜、日曜の21:30は通常の時報音とは異なる刀の音をイメージした時報が使われている。

## 主な番組
| 番組名                                                    | 本放送                                         | 再放送                                          | 備考 |
| --------------------------------------------------------- | ---------------------------------------------- | ----------------------------------------------- | --- |
| たんぽ小町ちゃん体操                                      | 毎日 6:58 - 7:00 土日 6:53 - 6:55              |                                                 | |
| あさまナビ                                                | 月曜 - 金曜 7:00 - 9:00                        |                                                 | 駅前スタジオから生放送                                                                                  |
| FMニュース                                                | 月曜 - 金曜 7:30、8:30                         |                                                 | 「あさまナビ」内にて放送                                                                                |
| FMニュース                                                | 月曜 - 金曜 11:30、12:30                       |                                                 | 「まんまモリモリ!」内にて放送                                                                           |
| FMニュース                                                | 月曜 - 金曜 17:30、18:30                       |                                                 | 「おばんdeかづの」内にて放送                                                                            |
| FMニュース                                                | 土曜・日曜 18:00 - 18:08                       |                                                 | |
| 秀ちゃんネル。モーニング                                  | 月曜 8:45 - 8:50                               |                                                 | 「あさまナビ」内にて毎週月曜放送 （2023.4.17放送開始）                                                  |
| MMK 鹿角のむかしっこ                                      | 月曜 10:00 - 10:30                             | 火曜 22:00 金曜 10:30 土曜 19:00                | |
| かいけつ!黒沢先生                                         | 月曜 10:43 - 10:53                             | 木曜 10:47                                      | |
| まんまモリモリ!                                           | 月・火・木・金 11:00 - 13:00 水曜のみ13:30まで |                                                 | 駅前スタジオから生放送                                                                                  |
| 歌謡 de oh!演歌 de show!                                  | 月曜 14:00 - 14:30                             | 木曜 10:30 金曜 14:30 土曜1 9:30                | FMラジオおおだてで収録で放送                                                                            |
| おばんdeかづの                                            | 月曜 - 金曜 17:00 - 19:00                      |                                                 | 駅前スタジオから生放送                                                                                  |
| 輝く鹿角の人物伝                                          | 火曜 10:40 - 10:50                             | 木曜 10:36 土曜 18:08 日曜 18:08                | |
| ハローCQ ようこそ無線の世界へ!                            | 火曜 21:00 - 22:00                             | 水曜 9:00                                       | 火曜のみ駅前スタジオから生放送 Facebook動画配信 放送終了後YouTubeで配信                                 |
| いかすZE!農業                                             | 火曜 22:30 - 23:00                             | 水曜 10:00 金曜 14:00 日曜 15:30                | （2021.4.6放送開始）                                                                                    |
| 来て!見て!聴いて! ～私たちの活動～                        | 水曜 12:45 - 12:55                             |                                                 | 毎週水曜「まんまモリモリ」内で放送                                                                      |
| Weekly Cafe                                               | 水曜 14:30 - 15:00                             | 木曜 14:00 日曜 18:30 翌週月曜 13:00            | |
| バーディグリーンミュージック 勝手にヒットソング           | 水曜 15:00 - 16:00                             | 土曜 12:00 日曜 5:00                            | コモッセ多目的スタジオから生放送 エフエム椿台およびFMラジオおおだてでは収録で放送                       |
| みかとおおさとのマイ・ジェネレーション                    | 水曜 21:00 - 22:00                             | 木曜 9:00                                       | 水曜のみ駅前スタジオ生放送 Facebook動画配信                                                             |
| アニソン店長                                              | 水曜 22:00 - 22:30                             | 金曜 9:30 土曜 18:30 翌週火曜 9:00              | |
| マサとダイスケの ザック☆バラン                            | 水曜 22:30 - 23:00                             | 金曜 10:00 翌週月曜 14:30 翌週火曜 9:30         | FMラジオおおだてで収録で放送                                                                            |
| 小坂 Dig!Radio♪                                           | 木曜 10:30 - 10:47                             |                                                 | |
| 子育てアキラ                                              | 木曜 14:30 - 15:00                             | 日曜 15:00 翌週月曜 13:30 翌週 水曜10:30        | |
| ニコニコ吹奏楽                                            | 木曜 21:00 - 22:00                             | 金曜 13:00                                      | 木曜のみ駅前スタジオから生放送 Facebook動画配信 秋田ケーブルテレビでも放送 FMラジオおおだてで収録で放送 |
| 秀ちゃんネル。Night                                       | 第3週木曜 22:00 - 23:00                        | 第3週金曜 15:00                                 | （2023.4.20開始）                                                                                       |
| けんせつ☆AWAYUKIトーク                                    | 金曜 9:00 - 9:30                               |                                                 | (2025.4.4開始)                                                                                          |
| 鹿角不思議研究所α                                         | 第3週金曜 19:00 - 20:00                        | 第3週土曜 24:00 第4週金曜 19:00 第4週土曜 24:00 | |
| 楢せつを的音楽やあれやこれや                              | 金曜 21:00 - 21:30                             | 土曜 9:00 翌週月曜 9:00 翌週木曜 13:00          | 第1・第3金曜日放送                                                                                      |
| 親父の青春の歌っこ                                        | 金曜 21:00 - 21:30                             | 土曜 9:00 翌週月曜 9:00 翌週木曜 13:00          | 第2・第4金曜日放送                                                                                      |
| ロック de ドーヨ!                                         | 金曜 21:00 - 21:30                             | 土曜 9:00 翌週月曜 9:00 翌週木曜 13:00          | 第5週金曜日のみ放送                                                                                     |
| サークルモッシュ                                          | 金曜 21:30 - 22:00                             | 土曜 9:30 翌週月曜 9:30 翌週水曜 13:30          | |
| コモッセひるまではっぴぃ♪                                 | 土曜 10:00 - 12:00                             |                                                 | コモッセ多目的スタジオから生放送                                                                        |
| エンジョイ！かづの部活応援団！                            | 土曜 19:30 - 20:00                             |                                                 | (2025.4.5開始)                                                                                          |
| きりたんぽFM深夜横丁 はづきたんの小部屋                   | 第1週土曜 24:00 - 24:30                        | 第2週土曜 24:00                                 | (2023.10.7放送開始）                                                                                    |
| 大湯温泉JAZZ&PASTIME                                      | 日曜 21:00 - 22:00                             | 翌週月曜 19:00                                  | |
| 教えて! いしがき先生! かづの夜の保健室                    | 月1回（火曜不定期）放送 19:00 - 21:00          |                                                 | 駅前スタジオから生放送                                                                                  |
| 妄想? フェイクニュース? ～妄想はいいけど、暴走はダメよ!～ | 毎年12月31日 23:00 - 翌日1:00                  |                                                 | 駅前スタジオから生放送 Facebook動画配信                                                                 |

自社制作以外はミュージックバード（コミュニティ放送局向け）の番組を放送。
都合により自社制作番組がミュージックバードの番組に差し替えられる場合もある。

## 過去の番組
- 鹿角の農業を語る
- きりたんぽ高校放送室
- 湯沢三兄弟の伝承民謡無限大
- レイコのオールリクエストタイム
- かづのっこ一年生
- 秘密集団 たんぽのくし
- 歌謡 de OH!演歌
- 夢っこリレー
- 白鳥学園 黒木寮（2017.9.26終了）
- 奈良東一郎 思い出すこと
- 十和田八幡平観光物産館
- ハイラー!かづの
- 正とcheersのマジックアワー（2022.3.31終了）
- かづの創生〜市民（仲間）が増えるまちづくり〜（2022.9.26終了）
- かづの商工会青年部プレゼンツ かづのへっちょレディオ （2023.3.24終了）
- 秀ちゃんネル。+ On Monday （2023.3.27終了）
- 歌謡で OH!演歌 PART2（2023.9.27終了）
- かづの商工会プレゼンツ Biz it Now!（2023.12.26終了）
- おんがく♪自由区ボックス（2024.3.26終了）
- ◯◯小坂! GU～N 郡!（2024.3月終了）
- おんがく♪自由区ボックス 2nd (2025.3.31終了)
- 親父の青春ミュージック（2025.3.25終了）
- 新時代 縄文ROAD (2025.3.28終了)

## 防災ラジオ
鹿角市は、2014年（平成26年）12月から市内各世帯及び各事業所に防災ラジオの有償貸与（避難行動要支援者などは無償貸与）を開始した。鹿角きりたんぽFM以外のFM秋田、NHK-FM秋田、ABSラジオ、NHK第1、NHK第2も受信できる。
防災ラジオの試験放送は毎月第2水曜日の14:00に実施。試験放送終了後に通常番組（「親父の青春ミュージック」再放送）を開始。